# Oui non
Oui non è un film documentario del 2002 diretto da Jon Jost.